# The Lively Ones
The Lively Ones (с англ. «Живчики») — американская инструментальная сёрф-рок-группа из США. Появилась в 1962 году в Южной Калифорнии, давала концерты преимущественно в Калифорнии и Аризоне. Альбомы и синглы записывались на студии Del-Fi у продюсера Боба Кина (англ. Bob Keene). Группа является автором нескольких песен, но больше известна по исполнению кавер-версий. Одной из самых известных является песня «Surf Rider» — кавер-версия Ноки Эдвардса и группы The Ventures, которая звучала во время титров фильма «Криминальное чтиво» Квентина Тарантино.

## Состав
Первый состав:
- Джим Мэйзонер (англ. Jim Masoner) — соло-гитара, вокал (с 1962)
- Эд Кьяверини (англ. Ed Chiaverini) — ритм-гитара (1963)
- Рон Гриффит (англ. Ron Griffith) — бас-гитара (1963—1964)
- Джоэль Уилленбринг (англ. Joel Willenbring) — саксофон (с 1962)
- Тим Фитцпатрик (англ. Tim Fitzpatrick) — ударные (с 1962)

В настоящее время Джон Бентон (англ. John Benton) играет на ритм- и соло-гитарах, Трэйси Сэндс ((англ. Tracy Sands) — на бас-гитарах. На некоторых концертах выступал Эртмэн III (англ. Earthman) на ритм- и соло-гитарах.

## Дискография

### Альбомы
- Surf Rider! (1963)
- Surf Drums (1963)
- Surf City (1963)
- Surfin' South of the Border (1964)
- Bugalu Party (1967)

### Синглы
- Crying Guitar / Guitarget (1962)
- Miserlou / Livin (1963)
- High Tide / Goofy Foot (1963)
- Telstar Surf / Surf City (1963)